# Dückeburg
Die Dückeburg ist eine denkmalgeschützte Wasserburg in Langenfeld-Reusrath (Nordrhein-Westfalen).

## Lage
Die Dückeburg liegt an der Reusrather Straße, etwas nördlich der Kreuzung mit der Alten Schulstraße am Wegekreuz Dückeburg. Die Reusrather Straße war früher eine wichtige Verbindung zwischen Immigrath und Reusrath. Sie verlief parallel zum Mauspfad (im Zuge der heutigen Opladener Straße), dem ältesten, überregional bedeutenden Handelsweg durch das Rheinland, der den Rheingau im Süden mit dem Hellweg in Essen verband. Im Osten der Dückeburg liegt das Further Moor mit den Ortslagen Furth und Hapelrath. Im Süden schließt sich Reusrath an, im Westen Galkhausen und im Norden Immigrath. Die ehemalige Niederungsburg ist heute von Feldern und Wiesen umgeben, im Norden und Osten jedoch in nur geringem Abstand zum Galkhauser Wald, der vom Galkhauser Bach durchflossen wird.

## Name
Wie bei den übrigen Siedlungsplätzen in Langenfeld sind die Deutungen des Namens, hier „dücke“, vielfältig. Die Vorschläge reichen von der „dicken“ Burg über eine sich „duckende“ (versteckt liegende) Burg bis zu einer Ableitung vom mittelhochdeutschen „dugen“ oder „diuken“. Ersteres lasse sich mit „sinken“, letzteres mit „drücken“ oder „schieben“ übersetzen, was zu der Mutmaßung führte, mit der Dückeburg die Nachfolgerin des sagenhaften „versunkenen Schlosses“ in Hapelrath vor sich zu haben. Träfe diese Vermutung zu, könnte bereits ein Vorgängerbau diesen Namen getragen haben, nämlich das Bodendenkmal Motte Flachenhof in Immigrath.

## Geschichte
Die Dückeburg wird erstmals 1444 als Duckenburch urkundlich erwähnt. Die ersten Eigentümer waren die Herren von Zobbe und von Sieberg. Ein Johann Pieck von Sieberg machte einen Teil seines Vermögens mit dem Handel mit Ziegelsteinen, von denen er ganze Schiffsladungen nach Köln verkauft haben soll. Ihnen folgten ab 1466 für mehr als 200 Jahre die Herren von Etzbach. In diese Zeit fällt auch die Verpfändung des Erbteils an der Dückeburg durch einen Wilhelm von Etzbach am 26. November 1524. Den von Etzbachs folgten die Herren Spies von Büllesheim.
1795 wurde die Burg durch Kriegseinwirkungen beim Einfall französischer Truppen durch Brand zerstört. Auf den Grundmauern wurde die ehemalige Burganlage dann als Gutshof wieder errichtet. Das zweigeschossige Wohnhaus trägt ein Krüppelwalmdach, eine Freitreppe beherrscht den Hof sowie die seitlich anschließenden Wirtschaftsgebäude. Das Tor liegt zwischen Pfeilern in der Mitte der den Hof abschließenden Mauer. Ab Mitte des 19. Jahrhunderts (Müller nennt das Jahr 1829) war das Gut im Eigentum der Grafen Mirbach zu Harff sowie nachfolgend von deren Erben, den Herren zu Loudon-Vorst-Gudenau.
1816 wird die Dückeburg als ehemaliger Rittersitz in einer Tabelle mit Ortsnamen mit neun Einwohnern gelistet.
Nach umfassender denkmalgerechter Sanierung in den Jahren 2002 bis 2004 ist die Hofanlage heute in Privatbesitz. Bei den Maßnahmen wurde der Stilmix aus verschiedenen Jahrhunderten beibehalten. Auf eine Wiederherstellung der noch vor 100 Jahren vorhandenen Wassergräben, die, nach Nordwesten hin stattliche 55 Schritt breit, von einem 1,5 Meter hohen und bis vier Meter breiten Wall umgeben waren, wurde jedoch verzichtet. Mutmaßlich hierzu gehörende wasserbauliche Maßnahmen im Wald zur Trompeter Straße hin warten als mögliche Bodendenkmale noch einer näheren Erforschung.
In den öffentlichen Fokus war die Dückeburg verstärkt im Juni 2013 geraten. Der Besitzer (ein Langenfelder Unternehmer) hatte in unmittelbarer Nähe zur Dückeburg einen privaten Hubschrauberlandeplatz beantragt, was in der Bevölkerung auf breite Ablehnung stieß. Die Entscheidung der Bezirksregierung Düsseldorf stand nach fast 2½ Jahren immer noch aus. Anfang Februar 2016 zog der Antragsteller seinen Antrag zurück und kam damit einer Entscheidung der Bezirksregierung zuvor.

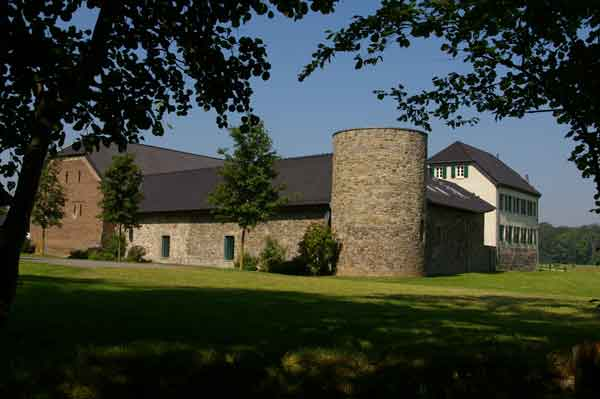
Ansicht der Dückeburg aus Richtung Wald
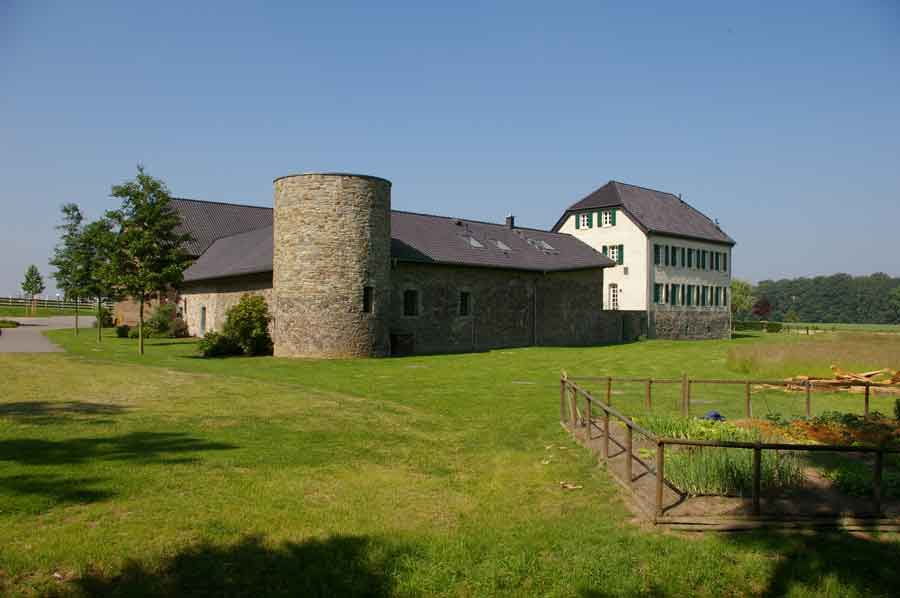
Die Dückeburg von Südosten
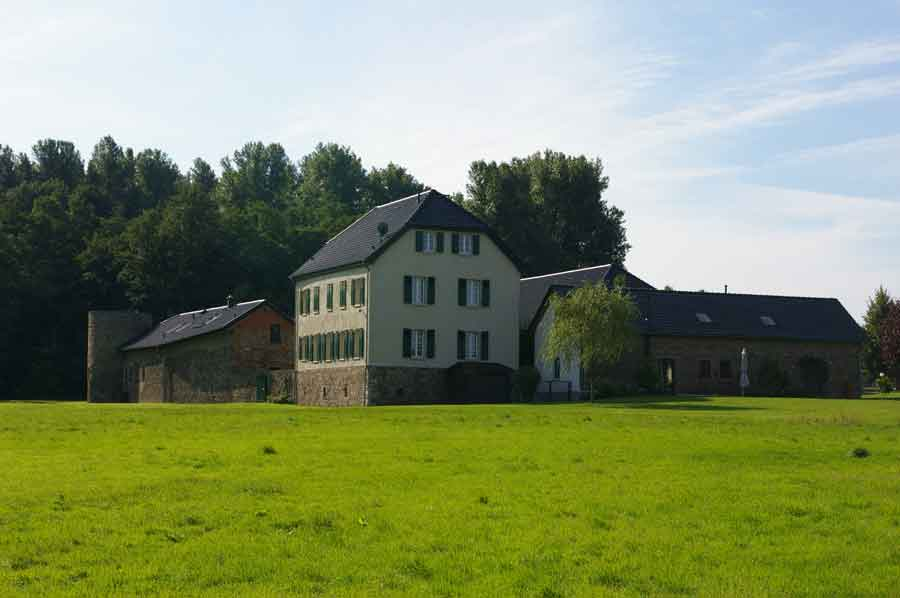
Die Dückeburg aus nördlicher Richtung
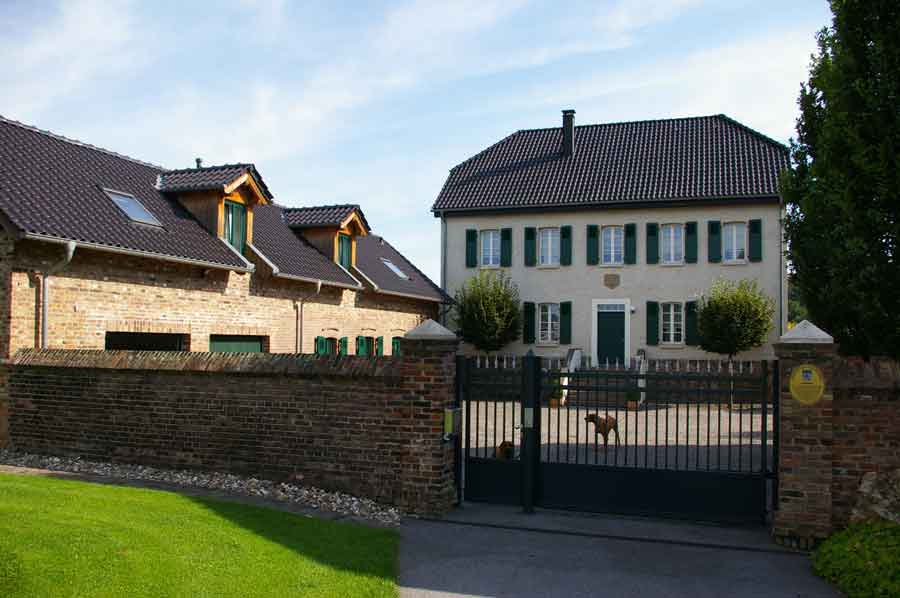
Haupthaus der Dückeburg

## Historische Erwähnungen

### Vikarstelle in Reusrath
Nach einer Aufstellung aus dem Jahre 1578 trugen in der Honnschaft Reusrath die Eigentümer der Dückeburg den Hauptanteil der Kosten einer Vikarstelle an der Kirche St. Barbara. Die damaligen Eigentümer, die Familie von Etzbach, stellte dafür ein „heusgen, hoef, garden, lant und 1 morgen heuwais“, insgesamt rund vier Morgen Land. Jedoch stand der Familie von Etzbach nicht das alleinige Recht zur Besetzung der Vikarstelle zu, die Bevölkerung war daran zu beteiligen.

### Aus der Zeit der Reformation
Zur Reformationszeit herrschte in Reusrath ein eifriges Ringen zwischen Lutheranern und Calvinisten. Viele Bürger Reusraths standen den Lutheranern nahe, nur wenige den Calvinisten. Zu dieser Minderheit zählte auch der Amtmann von Monheim und „Inwohner zur Dickhenburg“, Johann von Etzbach, der lutherische Prediger versprach, aber reformierte berief und dadurch diese und die ganze Bevölkerung in große Schwierigkeiten brachte.

### Das Dückeburger Jagdrevier
Zum Dückeburger Jagdrevier wurde im Jahre 1670 der Dückeburger Jäger Hansen auf dem Weyerhof zu Hapelrath, heute eine Wüstung, unter Eid befragt. Er gab als südliche Grenze den Lauf der Wupper an, im Westen den Rhein, als östliche Grenze den Rothenberger Hof, den Weiler Furth, Gladbach ohne die Leichlinger Sandberge, dann aber Rupelrath und Gosse, längst der Ohligser Straße bis nach Ossenbruch, im Norden Schwanenmühle und Rietherbach bis auf das „Gericht“, dann zurück auf Immigrath zu und von dort in etwa gerader Linie über Ganspohl, Stevenshoven südlich am Knipprather Wald vorbei bis zum Rhein.

### Die „Diebstraß“ nach Monheim
Die Grenzstraße des Dückeburger Jagdgebietes vom Ganspohl südlich an Stevenshoven und Knipprath vorbei zum Rhein wurde die „Diebstraß“ genannt. Dieser Name findet sich noch auf einer Karte des Kartographen LeCoq aus dem Jahre 1805. Ob er mit dem Galgen am „Galgendriesch“ in Verbindung stand oder aber mit der Unfreiheit der Langenfelder gegenüber dem Amte Monheim (also so etwas wie den Diebstahl der Freiheit bezeichnete), bleibt unbekannt. Allerdings war die Verwaltung Langenfelds von Monheim aus nie eine Einbahnstraße: Mit Johann und Bernhard von Etzbach stellte die Dückeburg zwei Monheimer Amtmänner. Vom 15. April 1814 bis zum 30. September 1851 wurde Monheim umgekehrt von Richrath aus verwaltet. Der Name „Diebstraß“ für die Verbindung nach Monheim ist längst untergegangen.

### Die Ertragskraft des Gutes ab 1824
Nach einem preußischen Gesetz aus dem Jahre 1824 zahlten sogenannte altlandtagsfähige Güter eine Principal-Grundsteuer von 75 Reichstalern oder mehr. Im Solinger Kreis gab es zwölf dieser Güter. Nach Angaben des Landrats Hauer aus dem Jahre 1932 belegte die Dückeburg dabei den letzten, die Wasserburg Haus Graven den sechsten Platz. Dennoch waren beide, im Gegensatz etwa zum ehemaligen Rittersitz Langfort im heutigen Langfort, noch als ertragskräftige Höfe gelistet.